# 叶状苞杜鹃
叶状苞杜鹃（学名：Rhododendron redowskianum）为杜鹃花科杜鹃花属下的一个种。

## 扩展阅读
維基物種上的相關：叶状苞杜鹃